# بث هارت
بث هارت (به انگلیسی: Beth Hart) (زاده ۲۴ ژانویه ۱۹۷۲ در لس آنجلس)، خوانندهٔ سبک بلوز راک و جاز تلفیقی است. او با تک‌آهنگ LA Song که در قسمت هفدهم فصل دهم سریال بورلی هیلز، ۹۰۲۱۰ شناخته شد.
او سال ۲۰۱۱ در آلبوم Dust Bowl جو باناماسا همکاری کرد و سپس سه آلبوم کامل به نام Don't Explain, Seesaw و Black Coffee با هم کار کردند.

## آغاز زندگی
هارت در لس آنجلس، کالیفرنیا متولد و بزرگ شده است. او زمانی که کودکی ۴ ساله بود، نوازندگی پیانو را آغاز کرد. در ابتدا او روی آثار کلاسیک باخ و بتهوون متمرکز شد، اما با بالاتر رفتن سنش، نواختن قطعاتی از هنرمندانی چون اتا جیمز، اوتیس ردینگ و لد زپلین را هم آغاز کرد.
هارت دربارهٔ دوران کودکی خود، در مصاحبه‌ای با دون ویلکاک، گفت: «وقتی من بچه بودم پدرم مرا به طرز بدی رها کرد و آنچه بیشتر از همه مرا به آزار داد این بود که او در زندگی خواهران و برادران دیگر من حضور داشت اما او در زندگی من نبود». هارت در ۲۰ سالگی خواهرش را از عوارض ایدز از دست داد.

## شیوهٔ هنری

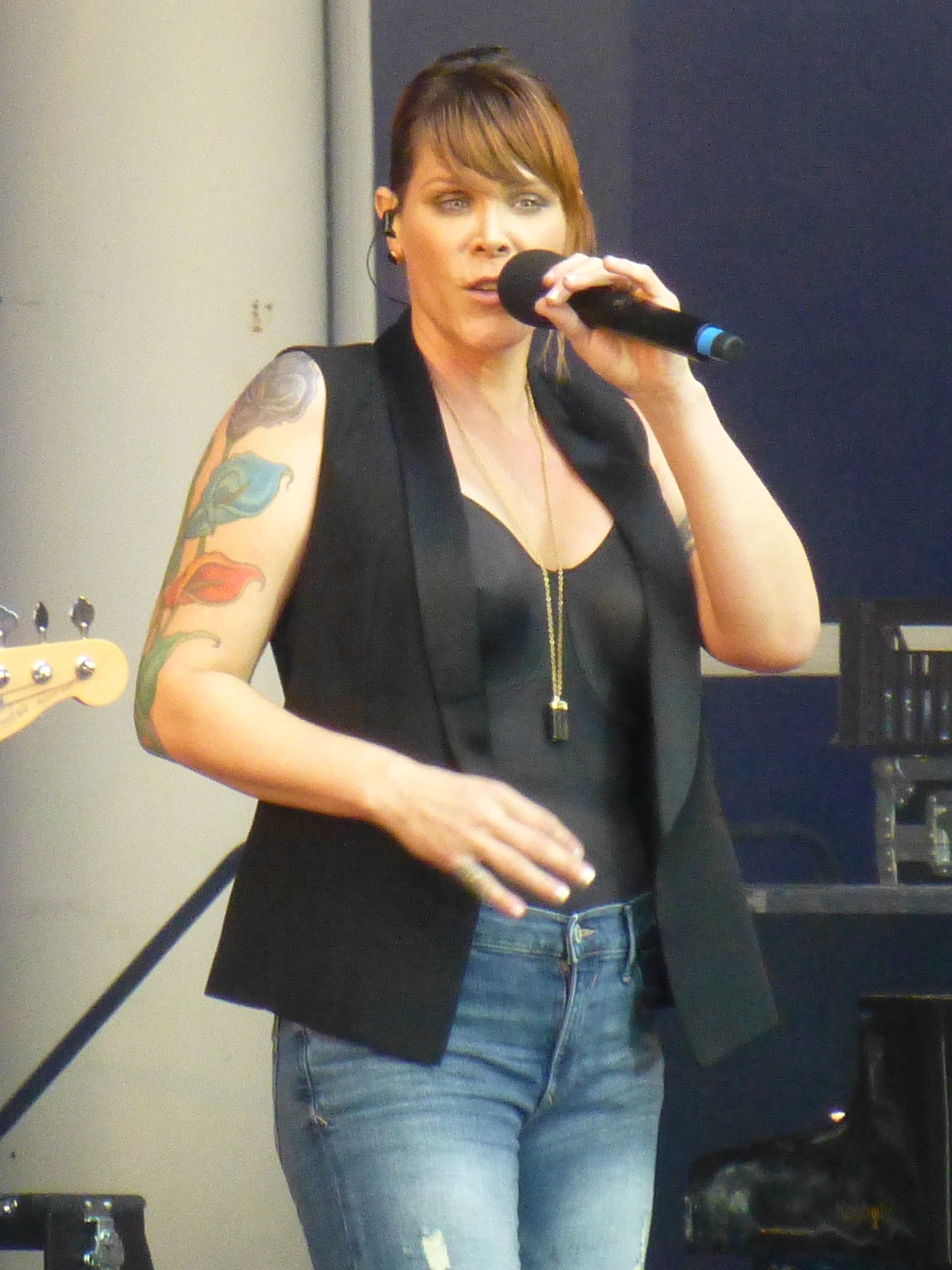
بث هارت در حال خواندن در ۲۰۱۶

هارت به علّت داشتن صدای کنترآلتو «درونی»، «شجاعانه»، «خیزش‌گر» و «پویا» شناخته می‌شود. هارت نه تنها خواننده‌ای با قابلیت‌های متنوع است، بلکه پیانو، گیتار، ویولن سل، گیتار باس و ساز کوبه‌ای نیز می‌نوازد.
جو باناماسا با تشریح کار همکار خود در جشنواره بلوز بال در سوئیس، به میوزیک رادار گفت: «بث کاملاً من را میخ‌کوب می‌کند. او جنیس جاپلین جدید، تینا ترنر است - اصل جنس، می‌دانید؟».

## زندگی شخصی
هارت با مدیر تورها خود اسکات گوتزکوف ازدواج کرده است، و هم‌اکنون در لس آنجلس ساکن است. مدیر وی دیوید وولف است. هارت با اعتیاد به مواد مخدر و اختلال دو قطبی مبارزه کرده است، اما زندگی و مسائل پزشکی خود را از طریق دین و تمرین مراقبه متعالی کنترل کرده است.

## ترانه‌شناسی
| سال  | نام                              | ترجمه نام               | توضیحات           |
| ---- | -------------------------------- | ----------------------- | ----------------- |
| ۱۹۹۳ | Beth Hart and the Ocean of Souls | بث هارت و اقیانوس ارواح |                   |
| ۱۹۹۶ | Immortal                         | نامیرا                  |                   |
| ۱۹۹۹ | Screamin' for My Supper          | جیغ کشیدن برای شامم     |                   |
| ۲۰۰۳ | Leave the Light On               | چراغ را روشن بگذار      |                   |
| ۲۰۰۷ | 37 Days                          | ۳۷ روز                  |                   |
| ۲۰۱۰ | My California                    | کالیفرنیای من           |                   |
| ۲۰۱۱ | Don't Explain                    | توضیح نده               | همراه جو باناماسا |
| ۲۰۱۲ | Bang Bang Boom Boom              | بنگ بنگ بوم بوم         |                   |
| ۲۰۱۳ | Seesaw                           | الاکلنگ                 | همراه جو باناماسا |
| ۲۰۱۵ | Better Than Home                 | بهتر از خانه            |                   |
| ۲۰۱۶ | Fire on the Floor                | آتش روی کف زمین         |                   |
| ۲۰۱۸ | Black Coffee                     | قهوه سیاه               | همراه جو باناماسا |
| ۲۰۱۹ | War in my Mind                   | جنگ در ذهن من           |                   |